# Andréi Chemerkin
Andréi Ivánovich Chemerkin –en ruso, Андрей Иванович Чемеркин– (Solnechnodolsk, 17 de febrero de 1972) es un deportista ruso que compitió en halterofilia.
Participó en dos Juegos Olímpicos de Verano, obteniendo una medalla de oro en Atlanta 1996 (+108 kg) y una de bronce en Sídney 2000 (+105 kg).
Ganó siete medallas en el Campeonato Mundial de Halterofilia entre los años 1993 y 2001, y cuatro medallas en el Campeonato Europeo de Halterofilia entre los años 1993 y 1998.

## Palmarés internacional
| Juegos Olímpicos   | Juegos Olímpicos          | Juegos Olímpicos  | Juegos Olímpicos |
| Año                | Lugar                     | Medalla           |                  |
| ------------------ | ------------------------- | ----------------- | ---------------- |
| 1996               | Atlanta (Estados Unidos)  | Medalla de oro    | +108 kg          |
| 2000               | Sídney (Australia)        | Medalla de bronce | +105 kg          |
| Campeonato Mundial |                           |                   |                  |
| Año                | Lugar                     | Medalla           | Categoría        |
| 1993               | Melbourne (Australia)     | Medalla de bronce | +108 kg          |
| 1994               | Estambul (Turquía)        | Medalla de plata  | +108 kg          |
| 1995               | Cantón (China)            | Medalla de oro    | +108 kg          |
| 1997               | Chiang Mai (Tailandia)    | Medalla de oro    | +108 kg          |
| 1998               | Lahti (Finlandia)         | Medalla de oro    | +105 kg          |
| 1999               | Atenas (Grecia)           | Medalla de oro    | +105 kg          |
| 2001               | Antalya (Turquía)         | Medalla de bronce | +105 kg          |
| Campeonato Europeo |                           |                   |                  |
| Año                | Lugar                     | Medalla           | Categoría        |
| 1993               | Sofía (Bulgaria)          | Medalla de plata  | +108 kg          |
| 1994               | Sokolov (República Checa) | Medalla de oro    | +108 kg          |
| 1995               | Varsovia (Polonia)        | Medalla de oro    | +108 kg          |
| 1998               | Riesa (Alemania)          | Medalla de plata  | +105 kg          |